# Svetlana Bakhtina
Svetlana Bakhtina, (Rússia) é uma ex-ginasta russa que competiu em provas de ginástica artística.
Svetlana ao lado de Elena Dolgopolova, Elena Grosheva, Svetlana Khorkina, Eugenia Kuznetsova e Elena Produnova, conquistou a medalha de prata na prova coletiva do Mundial de Lausanne, em 1997.